# باشگاه ورزشی اسپورت رسیفی
باشگاه ورزشی اسپورت رسیفی که با نام اسپورت رسیفی یا اسپورت شناخته می‌شود، یک باشگاه ورزشی برزیلی است که در شهر رسیفی، در ایالت پرنامبوکو در برزیل واقع شده است. این باشگاه که در سال ۱۹۰۵ تأسیس شده است، در سری آ برزیل و قهرمانی پرنامبوکانو بازی می‌کند.
بزرگترین دستاورد تیم فوتبال اسپورت رسیفی قهرمانی در سال ۱۹۸۷ در سری آ برزیل و در سال ۲۰۰۸ در جام حذفی برزیل است. این باشگاه علاوه بر فوتبال حرفه‌ای، در ورزش‌های فوتبال بانوان و بازی‌های المپیک نیز مانند قایقرانی، شنا، هاکی، بسکتبال، فوتسال، والیبال، تنیس روی میز، تکواندو، جودو و دو و میدانی حضور دارد.
رقیب تاریخی آنها سانتا کروز است و هر دوی آنها در کلاسیکو داس مولتی دوس اختلاف دارند. دربی مقابل نائوچیکو، کلاسیکو دو کلاسیکوس نامیده می‌شود، دربی با آمریکا، کلاسیکو دوس کمپئوز نامیده می‌شود.

## افتخارات
سری آ برزیل (۱): ۱۹۸۷
جام حذفی برزیل (۱): ۲۰۰۸
سری بی برزیل (۱): ۱۹۹۰
قهرمانی پرنامبوکانو (۴۵): 1916, 1917, 1920, 1923, 1924, 1925, 1928, 1938, 1941, 1942, 1943, 1948, 1949, 1953, 1955, 1956, 1958, 1961, 1962, 1975, 1977, 1980, 1981, 1982, 1988, 1991, 1992, 1994, 1996, 1997, 1998, 1999, 2000, 2003, 2006, 2007, 2008, 2009, 2010, 2014, 2017, 2019, 2023, 2024, 2025
جام شمال شرقی (۳): ۱۹۹۴، ۲۰۰۰، ۲۰۱۴
تورنمنت شمال-شمال شرقی (۱): ۱۹۶۸